# Fabian Jeker
Fabian Jeker (Frenkendorf, 28 de novembre de 1968) va ser un ciclista suís, que fou professional entre 1991 i 2005. Durant la seva carrera esportiva aconseguí més de 20 victòries, destacant la general de la Volta a Portugal (2001), la Volta a la Comunitat Valenciana (2002) i la Volta a Astúries (2003). També guanyà tres edicions de l'Escalada a Montjuïc.
El seu germà Roman també fou ciclista.

## Palmarès
- 1992
  - 1r a la Volta a Galícia i vencedor d'una etapa
- 1995
  - Vencedor d'una etapa de la Dauphiné Libéré
- 1996
  - 1r a l'Escalada a Montjuïc
- 1998
  - 1r a l'Escalada a Montjuïc
- 2000
  - 1r a l'Escalada a Montjuïc
- 2001
  - 1r a la Volta a la Comunitat Valenciana
  - 1r a la Volta a Portugal i vencedor de 2 etapes
  - Vencedor d'una etapa del GP do Minho
- 2002
  - 1r del GP do Minho i vencedor de 2 etapes
  - Vencedor d'una etapa de la Volta ao Alentejo
- 2003
  - 1r a la Volta a Astúries i vencedor d'una etapa
  - 1r del Trofeu Joaquim Agostinho i vencedor de 2 etapes
  - Vencedor d'una etapa de la París-Niça
- 2004
  - Vencedor d'una etapa del Tour de Romandia

### Resultats a la Volta a Espanya
- 1996. 22è de la classificació general
- 1997. 25è de la classificació general
- 2000. 25è de la classificació general
- 2001. 71è de la classificació general
- 2002. 13è de la classificació general
- 2003. 65è de la classificació general
- 2004. Abandona (10a etapa)

### Resultats al Tour de França
- 1993. 79è de la classificació general
- 1995. 68è de la classificació general
- 1999. 57è de la classificació general

### Resultats al Giro d'Itàlia
- 1994. Abandona
- 1997. 31è de la classificació general
- 1998. 49è de la classificació general